# Kliment Timirjazev
Kliment Arkaďjevič Timirjazev (rusky Климент Аркадьевич Тимирязев; 3. června 1843 Petrohrad – 28. dubna 1920 Moskva) byl ruský přírodovědec, botanik,  specialista na fyziologii rostlin, významný výzkumník fotosyntézy, jeden z prvních propagandistů Darwinových myšlenek o evoluci v Rusku, popularizátor a historik vědy. Byl profesorem Moskevské univerzity, člen korespondent Petrohradské akademie věd, zahraniční člen Královské společnosti v Londýně. 

## Život
Pocházel ze starého šlechtického rodu Timirjazevových, přívrženců ruských děkabristů. Základní vzdělání dostal v rodině. Díky své matce, která měla skotské předky, hovořil plynně nejen německy a francouzsky, ale také ovládal angličtinu. Často navštěvoval Anglii, kde se seznámil se spisy Charlese Darwina i Karla Marxe. 

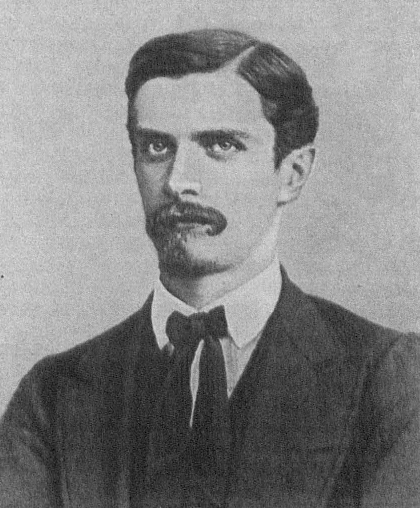
Kliment Timirjazev (1868)

V roce 1861 začal na Petrohradské univerzitě  studovat práva, ale po roce přešel na přírodovědeckou fakultu. Za účast na studentských nepokojích a odmítání spolupráce s policií byl v roce 1862 vyloučen. Ve studiu mohl pokračovat jen jako externista. V letech 1868–1870 pobýval  na vědecké stáži v zahraničí. V Německu a ve Francii pracoval v laboratořích významných vědců Bunsena, Kirchhofa, Helmholze, Clauda Bernarda.  Po návratu do Ruska obhájil v roce 1871 svou diplomovou práci Spektrální analýza chlorofylu a byl jmenován profesorem Petrovské zemědělské a lesnické akademie v Petrovsko-Razumovském panství u Moskvy.  Byl průkopníkem ve využívání skleníků pro zemědělský výzkum v Rusku. V roce 1875 získal titul doktora botaniky za práci O asimilaci světla rostlinou.  Působil zde až do roku 1892, kdy byla akademie carskou vládou uzavřena pro politickou nespolehlivost.
Na Petrovské akademii se Timirjazev seznámil s manželkou svého kolegy Alexandrou Alexejevnou Gotvaltovou a zamilovali se do sebe. Protože Gotvalt se odmítal rozvést, žili spolu téměř dvacet let v neoficiálním svazku a jejich syn Arkadij (narozen 1880)  byl pokládán za nemanželské dítě. Teprve po Gotvaltově smrti  mohl Timirjazev s carovým souhlasem v roce 1888 svého syna adoptovat a dát mu své jméno.  Arkadij Timirjazev se později stal profesorem fyziky na Moskevské státní univerzitě.
Od roku 1877 Kliment Timirjazev  vyučoval také na  Imperátorské moskevské univerzitě, zpočátku jako mimořádný profesor  na katedře anatomie a fyziologie rostlin, později byl jmenován řádným profesorem katedry botaniky.   Přednášky o chlorofylu, fyziologii a anatomii rostlin, darwinismu mu získaly velkou popularitu. Mezi vzdělanou ruskou společností byl Timirjazev široce známý jako popularizátor přírodních věd. Carskou vládou byl pro své pokrokové názory označen za nespolehlivého a v roce 1898 mu byl odebrán profesorský titul. V roce 1902 dostal zákaz přednášet a bylo mu svěřeno vedení botanického kabinetu.  V roce 1909 ho postihlo krvácení do mozku, po kterém na půl těla ochrnul. Univerzitu opustil v roce 1911 společně se stovkou pedagogů na protest proti útlaku studentů a reakční politice tehdejšího ministra školství. 

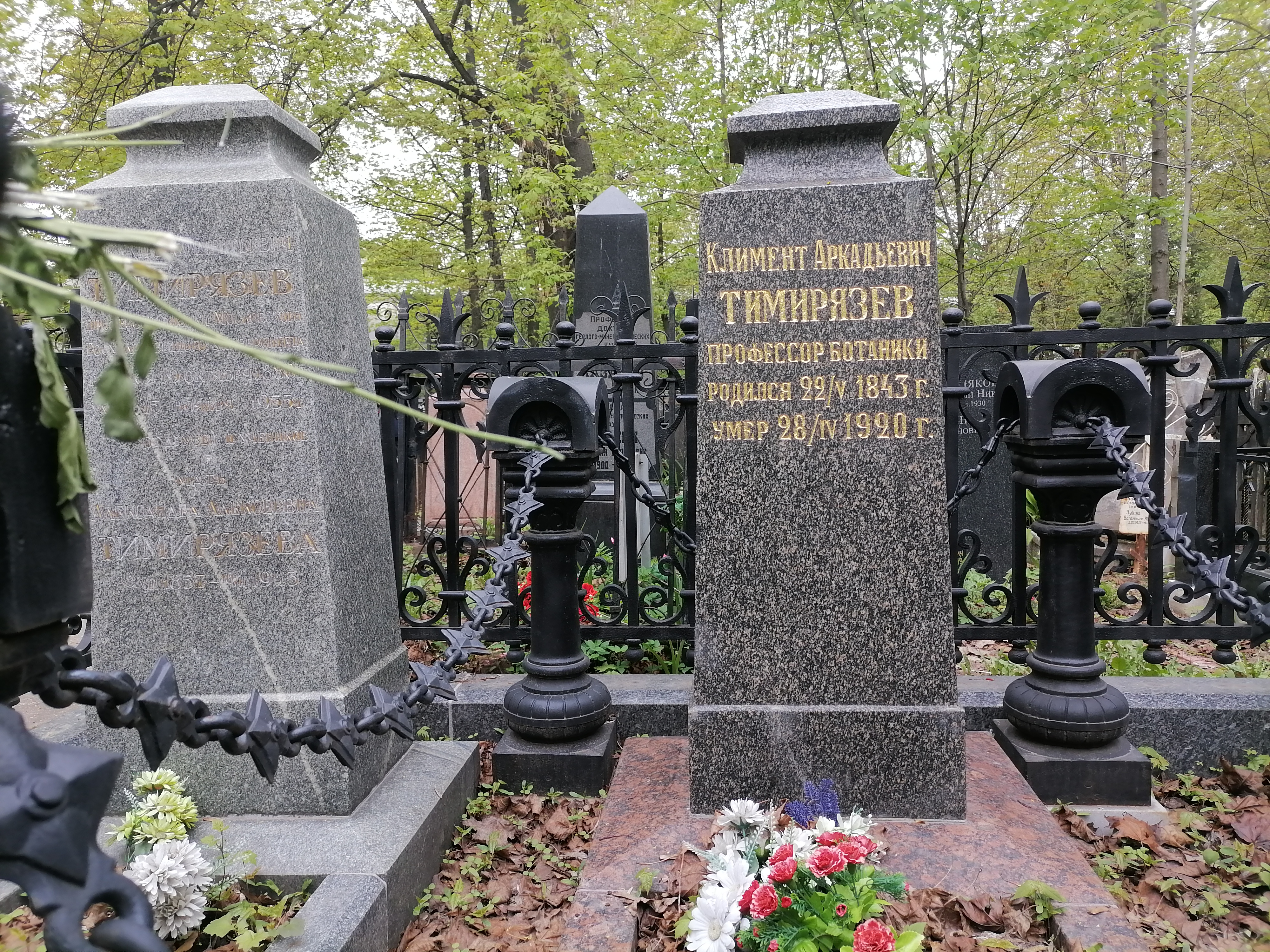
hrob na Vagaňkovském hřbitově v Moskvě

Na sklonku života podpořil bolševickou revoluci, byl členem Socialistické akademie a poslancem moskevského městského sovětu. Vrátil se na Moskevskou univerzitu, kde zůstal až do své smrti v roce 1920. Na zasedání zemědělské sekce moskevské městské rady 20. dubna 1920 se nachladil a po několika dnech zemřel. Byl pohřben vedle své rodiny a příbuzných své ženy  na Vagaňkovském  hřbitově.
Timirjazev podrobně zkoumal nejen problémy fyziologie rostlin, asimilaci světla, vody, půdních živin, hnojiv, problémy obecné biologie, botaniky, ekologie. Jeho kniha Život rostlin (Жизнь растения, 1896) byla přeložena do hlavních světových jazyků. Výsledek svého dlouholetého výzkumu fotosyntézy  shrnul ve své přednášce Kosmická role rostliny (The cosmical function of the green plant), přednesené v Královské společnosti v Londýně v roce 1903 u příležitosti udělení Croonovy medaile. Publikoval mnoho prací a článků z oboru fyziologie rostlin, ale zabýval se také filozoficko–společenskými otázkami. V roce 1920 poslal jeden z prvních výtisků své knihy Věda a demokracie V.I.Leninovi. Přeložil do ruštiny dílo Charlese Darwina O původu druhů. Ve svých populárních vědeckých pracích byl  obráncem a popularizátorem darwinismu a důsledným zastáncem racionalistického  pohledu na povahu fyziologických jevů. Stavěl rozum do protikladu k okultismu, mysticismu, spiritismu, instinktu. 

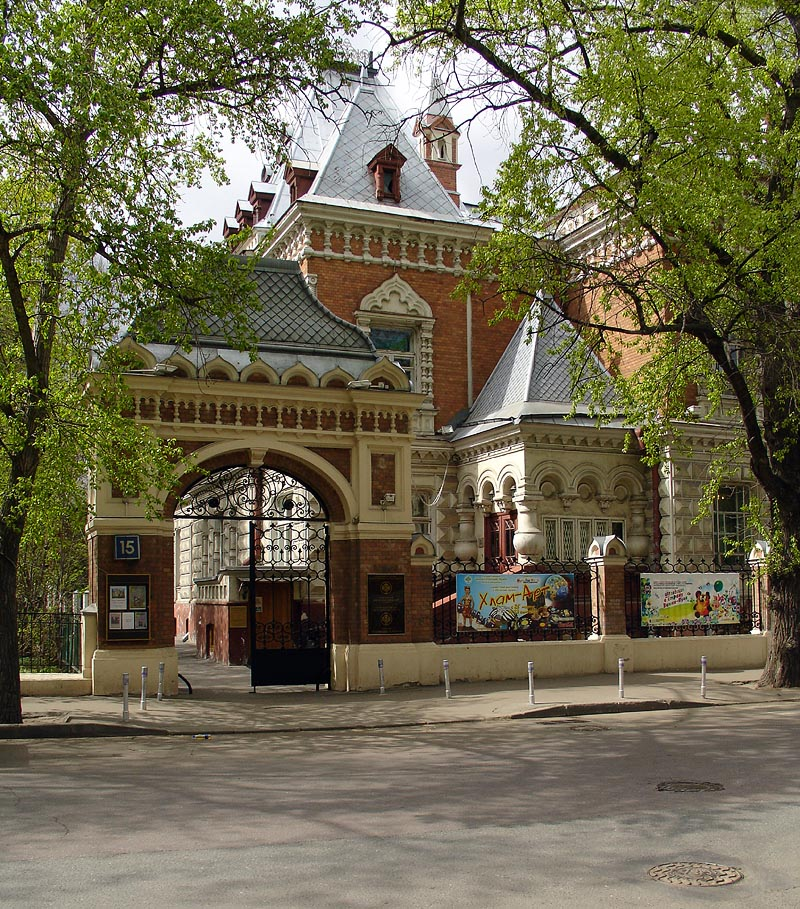
Biologické muzeum K.A.Timirjazeva v Moskvě

Rád fotografoval, měl přehled o výtvarném umění, přeložil například knihu o anglickém malíři Turnerovi. Zabýval se i historií a publikoval biografie mnoha významných vědců a historických osobností.  
V roce 1922 bylo v Moskvě otevřeno  státní Biologické muzeum K.A.Timirjazeva, od roku 1934 sídlí v komplexu budov, který byl prohlášen za památku architektury a urbanismu federálního významu. 
Je po něm pojmenována Timirjazevova zemědělská akademie a nedaleká stanice moskevského metra Timirjazevskaja, na Tverském bulváru má sochu od Sergeje Merkurova. Jeho jméno má kráter 5030 na Měsíci. 